# Шейнін Семен Альтерович
Семен Альтерович Шейнін (народився 25 грудня 1907, за новим стилем 7 січня 1908 в селі Держанівка Носівського району Чернігівської області — помер 14 жовтня 1994 в Москві, Російська Федерація) — радянський кінооператор. Член ВКП (б).

## Життєпис
Закінчив Державний технікум кінематографії (нині ВДІК) (1932). З 1937 року — оператор-постановник кіностудії «Мосфільм». У 1942—1945 роки працював фронтовим оператором. Дружина — А. А. Ованесова.
Похований в Москві на Троєкурівському цвинтарі.
Син — оператор Віктор Семенович Шейнін.

## Відзнаки
- Орден Вітчизняної війни II і I ступеня.